# Abdullah bin Nasser bin Abdullah Al Ahmed Al Thani
Sheik Abdullah bin Nasser bin Abdullah Al Ahmed Al Thani (em árabe: لشيخ عبد الله بن ناصر بن عبد الله أحمد آل ثاني‎, Doha, 19 de fevereiro de 1967) é um bilionário empresário qatariano.
Abdullah bin Nasser faz parte da família real do Qatar e é parente do atual governante do país, o Sheik Hamad bin Khalifa. A partir de 2010, tornou-se um dos membros do Conselho de Administração do Doha Bank. Dentre seus mais recentes negócios, está a compra do Málaga Club de Fútbol, um clube de futebol da Espanha, por cerca de 36 milhões de euros (cerca de 82 milhões de reais). Neste novo projeto, ele já gastou mais de 30 milhões de euros em contrações de novos jogadores para a equipe.Dentre esses novos jogadores estão: Júlio Baptista, Martin Demichelis, van Nistelrooy, Joris Mathijsen, Toulalan (que foi a contratação mais cara da história de clube) além de outros jogadores.Contratou também o treinador Manuel Pellegrini e o diretor de futebol Fernando Hierro